# 红花镇 (钟山县)
红花镇，是中华人民共和国广西壮族自治区贺州市钟山县下辖的一个乡镇级行政单位。

## 行政区划
红花镇下辖以下地区：
红花村、龙燕村、古楼村、桃加村、铜盘村、汤公村和俄柳村。